# Cozy Little Christmas
«Cozy Little Christmas» (с англ. — «Маленькое уютное Рождество») — рождественская песня американской певицы Кэти Перри, выпущенная 15 ноября 2018 года на лейбле Capitol Records эксклюзивно на стриминговом сервисе «Amazon Music». 1 ноября 2019 года песня стала доступна для загрузки на всех цифровых платформах.

## О песне
Автором музыки, слов, а также продюсерами выступили, помимо Кэти, Грег Уэллс и Феррас. Песня была вдохновлена встречей Рождества Кэти в кругу семьи в Копенгагене, Дания. Это уже вторая песня на рождественскую тематику в репертуаре Кэтрин, предыдущая «Every Day Is a Holiday» была записана специально для рекламной кампании бренда H&M
Песня получила преимущественно положительные отзывы. Рецензенты из Idolator, Billboard, Consequence of Sound, MTV News дали свои положительные характеристики за теплую атмосферу, рождественское настроение, а также отметили бархатный вокал Перри.

## Чарты

### Еженедельные чарты
| Чарт (2018—2020)                           | Пиковая позиция |
| ------------------------------------------ | --------------- |
| Австрия (Ö3 Austria Top 40)                | 65              |
| Бельгия/Фландрия (Ultratop 50)             | 22              |
| Бельгия/Валлония (Ultratip Bubbling Under) | —               |
| Канада (Billboard Canada AC)               | 1               |
| Канада (Billboard Canada Hot AC)           | 31              |
| Хорватия (HRT)                             | 20              |
| Германия (GfK)                             | 47              |
| Мир (Billboard Global 200)                 | 87              |
| Великобритания (OCC UK Singles)            | 22              |
| США (Billboard Hot 100)                    | 53              |
| США (Billboard Adult Contemporary)         | 1               |
| США (Billboard Adult Pop Airplay)          | 37              |
| США (Billboard Hot Holiday Songs)          | 30              |
| США (Billboard Holiday 100)                | 30              |
| США (Billboard Holiday Streaming Songs)    | 24              |
| США (Billboard Digital Song Sales)         | 19              |
| США (Billboard Streaming Songs)            | 27              |
| США (Billboard Hot 100 Recurrents)         | 9               |
| США (Rolling Stone Top 100)                | 26              |

### Годовые чарты
| Чарт (2019)                        | Позиция |
| ---------------------------------- | ------- |
| США (Billboard Adult Contemporary) | 43      |

## Сертификации и продажи
| Регион                                                                      | Сертификация | Продажи |
| --------------------------------------------------------------------------- | ------------ | ------- |
| Великобритания (BPI)                                                        | Серебряный   | 200 000 |
| Данные о продажах + прослушиваниях приведены только на основе сертификации. |              |         |